# Élections au Parlement d'Andalousie de 2000
Les élections au Parlement d'Andalousie de 2000 (en espagnol : Elecciones al Parlamento de Andalucía de 2000) se tiennent le dimanche 12 mars 2000, afin d'élire les 109 députés de la VIe législature du Parlement d'Andalousie pour un mandat de quatre ans. Le scrutin se tient le même jour que les élections aux Cortes Generales.
Les résultats du scrutin voient le Parti socialiste, au pouvoir depuis 18 ans, arriver de nouveau en tête sans remporter de majorité absolue. Contrairement au souhait du président de la Junte Manuel Chaves, c'est en effet le Parti populaire de Teófila Martínez qui tire profit de la simultanéité des élections en brisant le plafond de verre de 1994. La Gauche unie subit de son côté une défaite en perdant la moitié de ses députés.
Après avoir confirmé sa coalition avec le Partido Andalucista, Manuel Chaves est reconduit au pouvoir six semaines après la tenue du scrutin pour un quatrième mandat.

## Contexte
Le Parti socialiste (PSOE-A) du président de la Junte Manuel Chaves remporte les élections régionales anticipées du 3 mars 1996 avec une majorité relative de 52 députés sur 109. À seulement trois sièges de la majorité absolue, Manuel Chaves est le seul capable de gouverner, mais a besoin de conclure un accord avec Gauche unie Les Verts – Appel pour l'Andalousie (IULV-CA), en fort recul, ou le Partido Andalucista (PA). Bien que vainqueur des élections générales anticipées organisées en parallèle, le Parti populaire (PP) de Javier Arenas échoue à provoquer l'alternance.
Le 28 mars, Manuel Chaves signe avec le président du Partido Andalucista, Alejandro Rojas-Marcos (es), un accord de législature qui entérine l'entrée des nationalistes au gouvernement régional, bien que le chef de file électoral du PA,  Pedro Pacheco (es), s'était initialement dit ouvert à des ententes ponctuelles.
Manuel Chaves est investi le 11 avril pour un troisième mandat par 56 voix pour et 53 contre, le Parti populaire et la Gauche unie lui refusant leur confiance. Il constitue son gouvernement quatre jours plus tard, dans lequel les nationalistes obtiennent deux sièges.

## Mode de scrutin

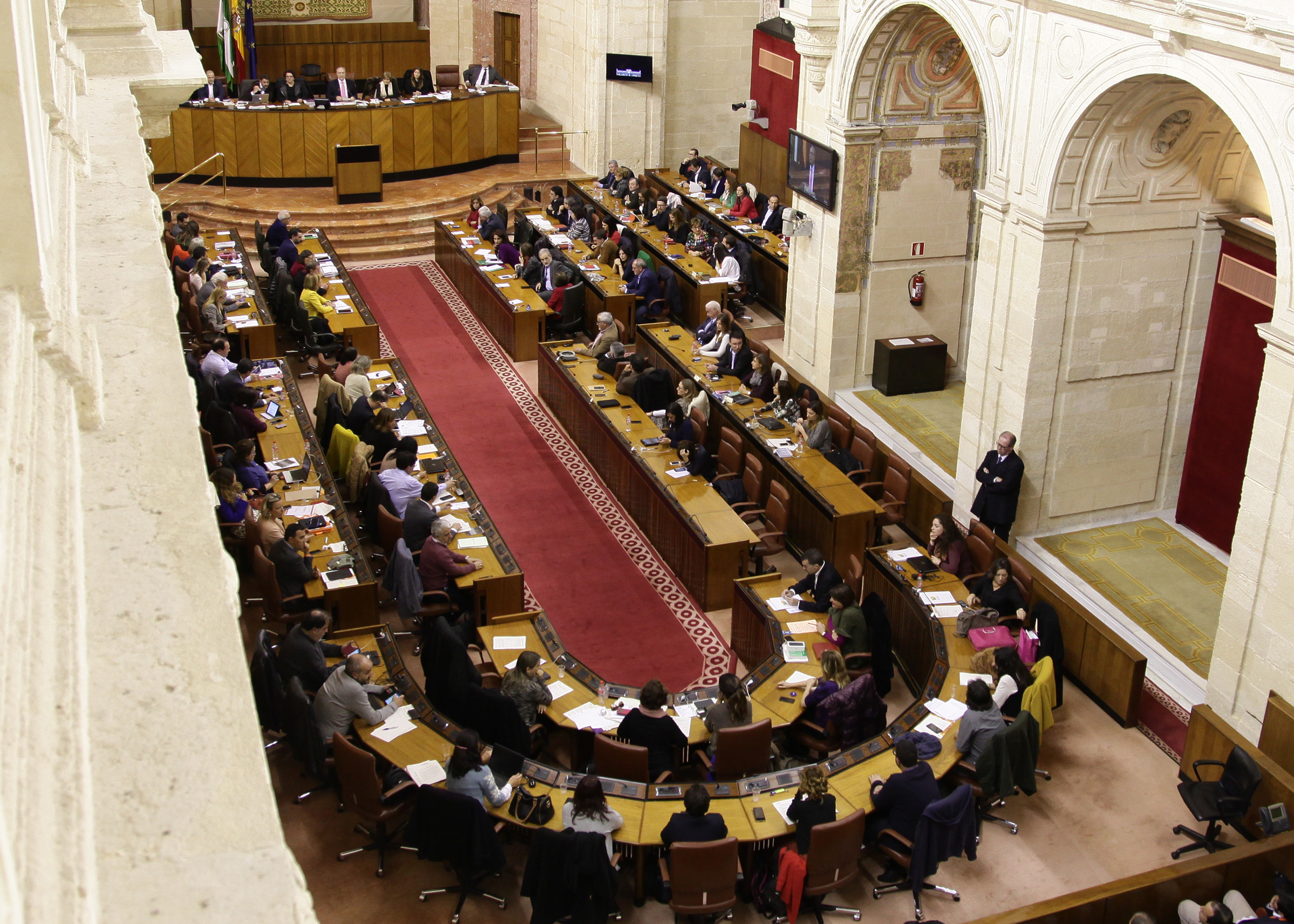
Hémicycle du Parlement, dans l'ancien hôpital de las Cinco Llagas.

Le Parlement d'Andalousie (Parlamento de Andalucía) est une assemblée parlementaire monocamérale constituée de 109 députés (diputados), élue pour une législature de quatre ans au suffrage universel direct selon les règles du scrutin proportionnel d'Hondt par l'ensemble des personnes résidant dans la communauté autonome où résidant momentanément à l'extérieur de celle-ci, si elles en font la demande.

### Convocation du scrutin
Conformément à l'article 26 du statut d'autonomie, le Parlement est élu pour un mandat de quatre ans. L'article 14 de la loi électorale andalouse du 2 janvier 1986, combiné aux dispositions l'article 42 de la loi électorale nationale, précise que les élections sont convoquées au moyen d'un décret du président de la Junte d'Andalousie, signé 25 jours avant la fin du mandat et publié au Journal officiel, le scrutin devant se tenir le 54e jour suivant la publication du décret mais pas entre le 1er juillet et le 31 août,. Cette interdiction a été instaurée en 1994, suivant des débats préalables aux élections de 1990, afin d'éviter une chute de la participation causée par la combinaison des vacances et des fortes chaleurs habituelles en Andalousie à cette période.

### Nombre de députés par circonscription
Puisque l'article 26 du statut d'autonomie prévoit que « le Parlement d'Andalousie sera constitué d'un nombre de députés compris entre 90 et 110 », l'article 17 de la loi électorale indique que le nombre de parlementaires est fixé à 109 et attribue à chaque circonscription 8 sièges d'office, les 45 mandats restant étant distribués en fonction de la population provinciale. L'article 28 du statut énonce effectivement que « la province constitue la circonscription électorale » et précise qu'aucune circonscription ne peut avoir plus du double de représentants qu'une autre.
Le décret de convocation des élections, publié le 18 janvier 2000, dispose que les sièges sont répartis ainsi : 
| Circonscriptions   | Députés |
| ------------------ | ------- |
| Séville            | 18      |
| Malaga             | 16      |
| Cadix              | 15      |
| Cordoue et Grenade | 13      |
| Jaén               | 12      |
| Almería et Huelva  | 11      |

### Présentation des candidatures
Peuvent présenter des candidatures,, : 
- les partis ou fédérations politiques enregistrées auprès du registre des associations politiques du ministère de l'Intérieur ;
- les coalitions électorales de ces mêmes partis ou fédérations dûment constituées et inscrites auprès de la commission électorale au plus tard 10 jours après la convocation du scrutin ;
- et les électeurs de la circonscription, en nombre d'au moins 1 % des inscrits.

### Répartition des sièges
Seules les listes ayant recueilli au moins 3 % des suffrages valides — vote blanc inclus — peuvent participer à la répartition des sièges à pourvoir dans une circonscription, qui s'organise en suivant différentes étapes : 
- les listes sont classées en une colonne par ordre décroissant du nombre de suffrages obtenus ;
- les suffrages de chaque liste sont divisés par 1, 2, 3... jusqu'au nombre de députés à élire afin de former un tableau ;
- les mandats sont attribués selon l'ordre décroissant des quotients ainsi obtenus.

Lorsque deux listes obtiennent un même quotient, le siège est attribué à celle qui a le plus grand nombre total de voix ; lorsque deux candidatures ont exactement le même nombre total de voix, l'égalité est résolue par tirage au sort et les suivantes de manière alternative.

## Campagne

### Principales forces politiques
| Force politique | Force politique                                                                                            | Force politique | Chef de file                          | Idéologie                                                               | Résultats en 1996          |
| --------------- | --- | --------------- | ------------------------------------- | ----------------------------------------------------------------------- | -------------------------- |
|                 | Parti socialiste ouvrier espagnol d'Andalousie (es) Partido Socialista Obrero Español de Andalucía         | PSOE-A          | Manuel Chaves (Président de la Junte) | Centre gauche Social-démocratie, progressisme, nationalisme             | 44,1 % des voix 52 députés |
|                 | Parti populaire (es) Partido Popular                                                                       | PP              | Teófila Martínez (Maire de Cadix)     | Centre droit à droite Conservatisme, démocratie chrétienne, libéralisme | 34,0 % des voix 40 députés |
|                 | Gauche unie Les Verts – Appel pour l'Andalousie (es) Izquierda Unida Los Verdes-Convocatoria por Andalucía | IULV-CA         | Antonio Romero (es)                   | Gauche Communisme, écologisme, nationalisme                             | 14,0 % des voix 13 députés |
|                 | Partido Andalucista (fr) Parti andalouciste                                                                | PA              | Pedro Pacheco (es) (Maire de Jerez)   | Centre gauche Social-démocratie, fédéralisme, nationalisme              | 6,7 % des voix 4 députés   |

## Résultats

### Total régional
|                          |                                                           |           |       |      |        |               |  |  |  |  |  |  |  |  |
| Parti                    | Parti                                                     | Voix      | %     | +/-  | Sièges | +/-           |  |  |  |  |  |  |  |  |
|                          | Parti socialiste ouvrier espagnol d'Andalousie (PSOE-A)   | 1 790 653 | 44,32 | 0,26 | 52     | en stagnation |  |  |  |  |  |  |  |  |
|                          | Parti populaire (PP)                                      | 1 535 987 | 38,02 | 4,06 | 46     | 6             |  |  |  |  |  |  |  |  |
|                          | Gauche unie Les Verts – Appel pour l'Andalousie (IULV-CA) | 327 435   | 8,11  | 5,86 | 6      | 7             |  |  |  |  |  |  |  |  |
|                          | Partido Andalucista (PA)                                  | 300 356   | 7,43  | 0,77 | 5      | 1             |  |  |  |  |  |  |  |  |
|                          | Gauche andalouse (IA)                                     | 10 232    | 0,25  | Nv   | 0      | en stagnation |  |  |  |  |  |  |  |  |
|                          | Nation andalouse (NA)                                     | 5 034     | 0,12  | 0,02 | 0      | en stagnation |  |  |  |  |  |  |  |  |
|                          | Parti humaniste (PH)                                      | 4 389     | 0,11  | 0,01 | 0      | en stagnation |  |  |  |  |  |  |  |  |
|                          | Assemblée d’Andalousie (A)                                | 4 380     | 0,11  | Nv   | 0      | en stagnation |  |  |  |  |  |  |  |  |
|                          | Autres partis                                             | 9 445     | 0,23  | -    | 0      | -             |  |  |  |  |  |  |  |  |
|                          | Vote blanc                                                | 51 921    | 1,29  | 0,52 |        |               |  |  |  |  |  |  |  |  |
|                          |                                                           |           |       |      |        |               |  |  |  |  |  |  |  |  |
| Suffrages exprimés       | Suffrages exprimés                                        | 4 039 832 | 99,34 |      |        |               |  |  |  |  |  |  |  |  |
| Votes nuls               | Votes nuls                                                | 26 998    | 0,66  |      |        |               |  |  |  |  |  |  |  |  |
| Total                    | Total                                                     | 4 066 830 | 100   | -    | 109    | en stagnation |  |  |  |  |  |  |  |  |
| Abstention               | Abstention                                                | 1 851 892 | 31,29 |      |        |               |  |  |  |  |  |  |  |  |
| Inscrits / Participation | Inscrits / Participation                                  | 5 918 722 | 68,71 |      |        |               |  |  |  |  |  |  |  |  |

### Par circonscription
| Circonscription | Circonscription | Almería | Almería | Almería | Almería       | Cadix   | Cadix   | Cadix  | Cadix         | Cordoue | Cordoue | Cordoue | Cordoue       | Grenade | Grenade | Grenade | Grenade       |
| --------------- | --------------- | ------- | ------- | ------- | ------------- | ------- | ------- | ------ | ------------- | ------- | ------- | ------- | ------------- | ------- | ------- | ------- | ------------- |
|                 |                 |         |         |         |               |         |         |        |               |         |         |         |               |         |         |         |               |
| Sièges          | Sièges          | 11      | 11      | 11      | en stagnation | 15      | 15      | 15     | en stagnation | 13      | 13      | 13      | en stagnation | 13      | 13      | 13      | en stagnation |
|                 |                 |         |         |         |               |         |         |        |               |         |         |         |               |         |         |         |               |
|                 |                 | Nombre  | Nombre  | %       | %             | Nombre  | Nombre  | %      | %             | Nombre  | Nombre  | %       | %             | Nombre  | Nombre  | %       | %             |
| Inscrits        | Inscrits        | 411 162 | 411 162 | 100,00  | 100,00        | 885 681 | 885 681 | 100,00 | 100,00        | 622 013 | 622 013 | 100,00  | 100,00        | 695 030 | 695 030 | 100,00  | 100,00        |
| Abstentions     | Abstentions     | 131 036 | 131 036 | 31,87   | 31,87         | 327 662 | 327 662 | 37,00  | 37,00         | 157 446 | 157 446 | 25,31   | 25,31         | 211 812 | 211 812 | 30,48   | 30,48         |
| Votants         | Votants         | 280 126 | 280 126 | 68,13   | 68,13         | 558 019 | 558 019 | 63,00  | 63,00         | 464 567 | 464 567 | 74,69   | 74,69         | 483 218 | 483 218 | 69,52   | 69,52         |
| Nuls            | Nuls            | 1 737   | 1 737   | 0,62    | 0,62          | 3 811   | 3 811   | 0,68   | 0,68          | 3 152   | 3 152   | 0,68    | 0,68          | 3 520   | 3 520   | 0,73    | 0,73          |
| Exprimés        | Exprimés        | 278 389 | 278 389 | 99,38   | 99,38         | 554 208 | 554 208 | 99,32  | 99,32         | 461 415 | 461 415 | 99,32   | 99,32         | 479 698 | 479 698 | 99,27   | 99,27         |
|                 |                 |         |         |         |               |         |         |        |               |         |         |         |               |         |         |         |               |
| Partis          | Partis          | Voix    | %       | Sièges  | +/−           | Voix    | %       | Sièges | +/−           | Voix    | %       | Sièges  | +/−           | Voix    | %       | Sièges  | +/−           |
|                 | PSOE-A          | 119 706 | 43,00   | 5       | en stagnation | 219 035 | 39,52   | 6      | en stagnation | 187 591 | 40,66   | 6       | en stagnation | 214 416 | 44,70   | 6       | 1             |
|                 | PP              | 129 182 | 46,40   | 6       | 1             | 207 416 | 37,43   | 6      | 1             | 176 931 | 38,35   | 5       | 1             | 195 989 | 40,86   | 6       | 1             |
|                 | IULV-CA         | 12 471  | 4,48    | 0       | 1             | 35 083  | 6,33    | 1      | 1             | 56 661  | 12,28   | 1       | 2             | 35 335  | 7,37    | 1       | en stagnation |
|                 | PA              | 10 266  | 3,69    | 0       | en stagnation | 80 378  | 14,50   | 2      | en stagnation | 31 830  | 6,90    | 1       | 1             | 24 900  | 5,19    | 0       | en stagnation |
|                 | Autres          | 3 176   | 1,14    |         |               | 6 426   | 1,16    |        |               | 2 887   | 0,63    |         |               | 3 427   | 0,71    |         |               |
|                 | Blanc           | 3 588   | 1,29    | 5 870   | 1,06          | 5 515   | 1,20    | 5 631  | 1,17          |         |         |         |               |         |         |         |               |

| Circonscription | Circonscription | Huelva  | Huelva  | Huelva | Huelva        | Jaén    | Jaén    | Jaén   | Jaén          | Málaga    | Málaga    | Málaga | Málaga        | Séville   | Séville   | Séville | Séville       |
| --------------- | --------------- | ------- | ------- | ------ | ------------- | ------- | ------- | ------ | ------------- | --------- | --------- | ------ | ------------- | --------- | --------- | ------- | ------------- |
|                 |                 |         |         |        |               |         |         |        |               |           |           |        |               |           |           |         |               |
| Sièges          | Sièges          | 11      | 11      | 11     | en stagnation | 12      | 12      | 12     | en stagnation | 16        | 16        | 16     | 1             | 18        | 18        | 18      | 1             |
|                 |                 |         |         |        |               |         |         |        |               |           |           |        |               |           |           |         |               |
| Inscrits        | Inscrits        | 372 272 | 372 272 | 100,00 | 100,00        | 524 627 | 524 627 | 100,00 | 100,00        | 1 006 297 | 1 006 297 | 100,00 | 100,00        | 1 401 730 | 1 401 730 | 100,00  | 100,00        |
| Abstentions     | Abstentions     | 125 006 | 125 006 | 33,58  | 33,58         | 122 113 | 122 113 | 23,28  | 23,28         | 352 709   | 352 709   | 35,05  | 35,05         | 424 108   | 424 108   | 30,26   | 30,26         |
| Votants         | Votants         | 247 266 | 247 266 | 66,42  | 66,42         | 402 514 | 402 514 | 76,72  | 76,72         | 653 498   | 653 498   | 64,95  | 64,95         | 977 622   | 977 622   | 69,74   | 69,74         |
| Nuls            | Nuls            | 1 872   | 1 872   | 0,76   | 0,76          | 2 762   | 2 762   | 0,69   | 0,69          | 4 468     | 4 468     | 0,68   | 0,68          | 5 676     | 5 676     | 0,58    | 0,58          |
| Exprimés        | Exprimés        | 245 394 | 245 394 | 99,24  | 99,24         | 399 752 | 399 752 | 99,31  | 99,31         | 649 030   | 649 030   | 99,32  | 99,32         | 971 946   | 971 946   | 99,42   | 99,42         |
|                 |                 |         |         |        |               |         |         |        |               |           |           |        |               |           |           |         |               |
| Partis          | Partis          | Voix    | %       | Sièges | +/−           | Voix    | %       | Sièges | +/−           | Voix      | %         | Sièges | +/−           | Voix      | %         | Sièges  | +/−           |
|                 | PSOE-A          | 115 467 | 47,05   | 6      | en stagnation | 192 766 | 48,22   | 6      | en stagnation | 260 273   | 40,10     | 7      | 1             | 481 399   | 49,53     | 10      | en stagnation |
|                 | PP              | 92 700  | 37,78   | 5      | 1             | 152 848 | 38,24   | 5      | en stagnation | 266 755   | 41,10     | 7      | 1             | 314 166   | 32,32     | 6       | en stagnation |
|                 | IULV-CA         | 17 084  | 6,96    | 0      | 1             | 29 256  | 7,32    | 1      | en stagnation | 57 885    | 8,92      | 1      | 1             | 83 660    | 8,61      | 1       | 1             |
|                 | PA              | 15 991  | 6,52    | 0      | en stagnation | 19 407  | 4,85    | 0      | en stagnation | 47 500    | 7,32      | 1      | en stagnation | 70 084    | 7,21      | 1       | en stagnation |
|                 | Autres          | 1 505   | 0,61    |        |               | 1 837   | 0,46    |        |               | 7 452     | 1,15      |        |               | 6 770     | 0,70      |         |               |
|                 | Blanc           | 2 647   | 1,08    | 3 638  | 0,91          | 9 165   | 1,41    | 15 867 | 1,63          |           |           |        |               |           |           |         |               |

## Analyse

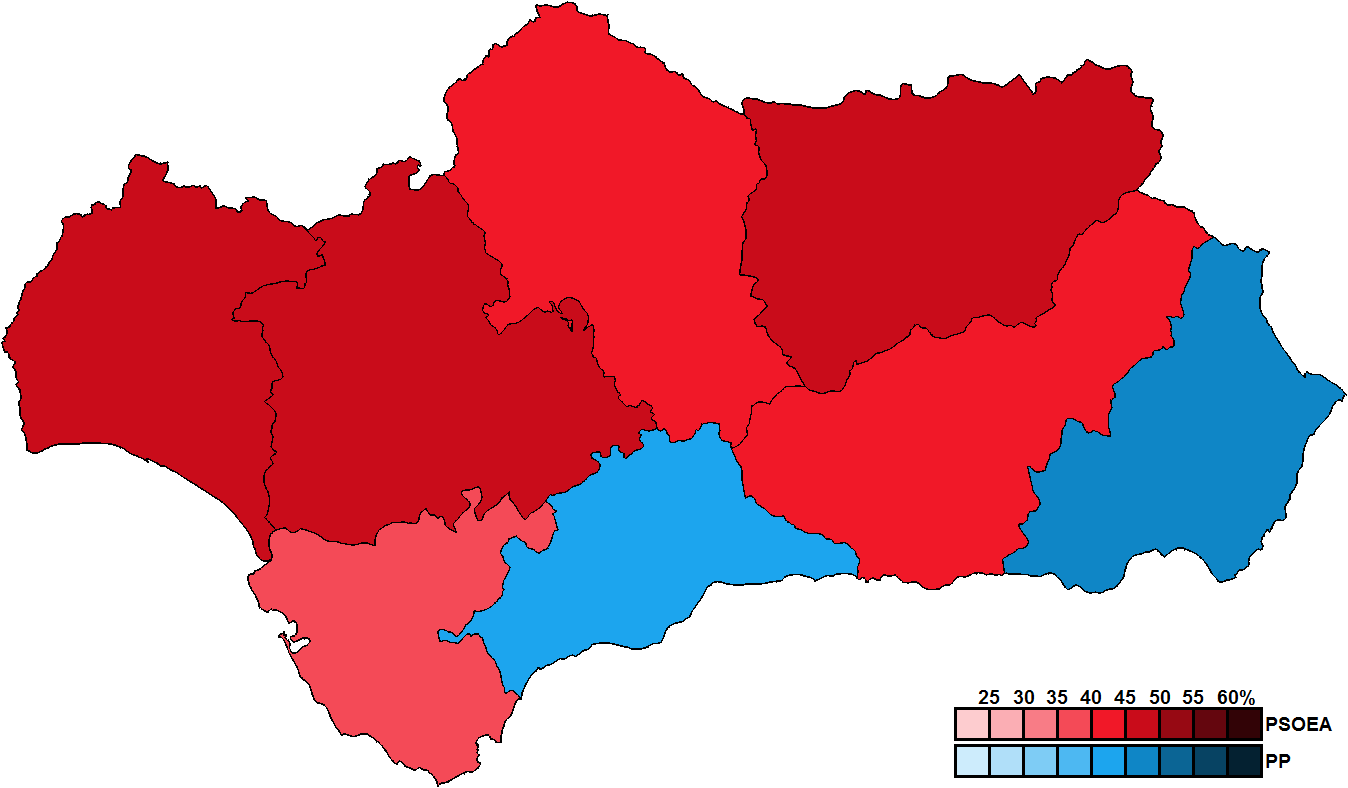
Parti arrivé en tête par circonscription et intensité de son score.

Le Parti socialiste (PSOE-A) remporte une sixième victoire consécutive, après 18 ans passés à la présidence de la Junte d'Andalousie. Il conserve les 52 députés obtenus en 1996 et reste le premier parti de la communauté autonome, profitant de la posture d'opposant de Manuel Chaves au gouvernement national, présidé par José María Aznar, du Parti populaire (PP). Le PSOE-A échoue toutefois à reconquérir la majorité absolue à laquelle il aspirait, n'étant pas capable de mobiliser les abstentionnistes ou les électeurs du Partido Andalucista (PA) en sa faveur.
Le Parti populaire, qui avait désigné Teófila Martínez comme cheffe de file, bénéficie du succès national du parti aux élections générales organisées en parallèle, et brise le plafond de verre des résultats de 1994 en remportant six députés supplémentaires en quatre ans. Alors que le PSOE espérait que la coïncidence entre les élections générales et autonomiques lui serait favorable, elle est au contraire profitable au principal parti d'opposition régionale.
Seul parti clairement défait au soir du scrutin, la Gauche unie Les Verts – Appel pour l'Andalousie (IULV-CA) divise par deux sa représentation parlementaire et recule de plus de dix points de pourcentage en dix ans. La fédération de gauche radicale souffre à la fois de ses divisions internes relatives à l'accord national conclu entre le PSOE et IU, que Manuel Chaves a refusé de soutenir, et de la forte abstention qui atteint les électeurs de gauche.
En dépit d'une campagne catastrophique selon El País, le Partido Andalucista parvient à progresser d'un siège, rentabilisant sa participation au gouvernement. Au soir du scrutin, Manuel Chaves laisse d'ailleurs entendre son intention de rééditer leur coalition, ayant besoin d'un exécutif stable et majoritaire face à un gouvernement national de droite disposant d'une majorité absolue au Congrès des députés.

## Suites
Le Parti socialiste et le Partido Andalucista concluent le 11 avril 2000, après à peine deux jours de négociations, un accord pour renouveler leur coalition. À cette occasion, les nationalistes conservent leurs deux sièges au Conseil de gouvernement et les deux départements exécutifs qu'ils détenaient, celui des Relations avec le Parlement étant renommé en « département des Relations institutionnelles » avec des compétences élargies.
Le 25 avril, Manuel Chaves est investi pour un quatrième mandat, par 57 voix favorables sur 109 et 52 contre : il bénéficie comme prévu du soutien des socialistes et des nationalistes, tandis que le Parti populaire et la Gauche unie lui refusent leur confiance. Il présente son nouveau gouvernement trois jours plus tard, composé de dix socialistes, deux nationalistes et deux indépendants proches du PSOE et qui comprend six femmes, conformément à une promesse électorale de Chaves de favoriser la parité.